# 小鮎川
小鮎川（こあゆがわ）は、神奈川県北西部を流れる一級河川。相模川水系の支流。

## 地理
かつては神奈川県愛甲郡清川村の宮ヶ瀬ダム付近の七沢山中が水源とされていた。
現在、厚木土木事務所では三峰山、辺室山付近を小鮎川の水源としており、谷太郎川、柿ノ木平川、法論堂川とその他複数の沢の湧水などが集まり小鮎川を形成し南東に向かい厚木市北部で荻野川を合わせ、中津川とともに相模川に合流するとしている。
愛甲郡清川村の伊勢原津久井線64号線に架かる中川橋から相模川合流地点までの13.75キロメートルを厚木市及び厚木土木事務所が管理している。
江戸時代には用水として利用され、妻田村に田村用水の取水口があった。文化4年（1807年）には水車による鮎漁の妨害に関して訴訟があり、飯山村（現・厚木市）は年間を通じて水車の稼働が認められ、煤ヶ谷村（現・清川村）は飯山村内の字向堰までの区間で鮎漁が認められた。

## 支流
- 干無川[3]
- 荻野川
- 法論堂川
- 柿ノ木平川
- 谷太郎川

## 橋梁及び堰、周辺施設
- 第二鮎津橋(厚木市妻田東⇔厚木市厚木)
- 小鮎川水質監視施設(厚木市妻田東)
- 妻田都市下水路吐口・水門(厚木市妻田東)
- 相模川水系子鮎雨量水位観測局(厚木市妻田南)
- 堺橋(厚木市妻田南⇔厚木市松枝)
- 新小鮎橋(厚木市妻田南⇔厚木市松枝)
- 真平田橋(車輌通行不可)(厚木市妻田南⇔厚木市吾妻町)
- 林妻橋(厚木市妻田西⇔厚木市林)
- 下小鮎橋(厚木市妻田西⇔厚木市林)
- 平成橋(厚木市及川⇔厚木市林)
- 小鮎橋(厚木市及川⇔厚木市林)
- 下千頭橋(厚木市飯山)
- 千頭橋(厚木市飯山)
- 上千頭橋(厚木市飯山)
- 久保橋(厚木市飯山)
- 庫裡橋(厚木市飯山)
- 田野崎橋(厚木市飯山)
- 尾台橋(厚木市飯山)
- 尾坂橋(厚木市飯山)
- 相模華厳橋(厚木市飯山)
- 南沢橋(清川村⇔厚木市飯山)
- 中川橋(清川村⇔厚木市飯山)

## 参考文献

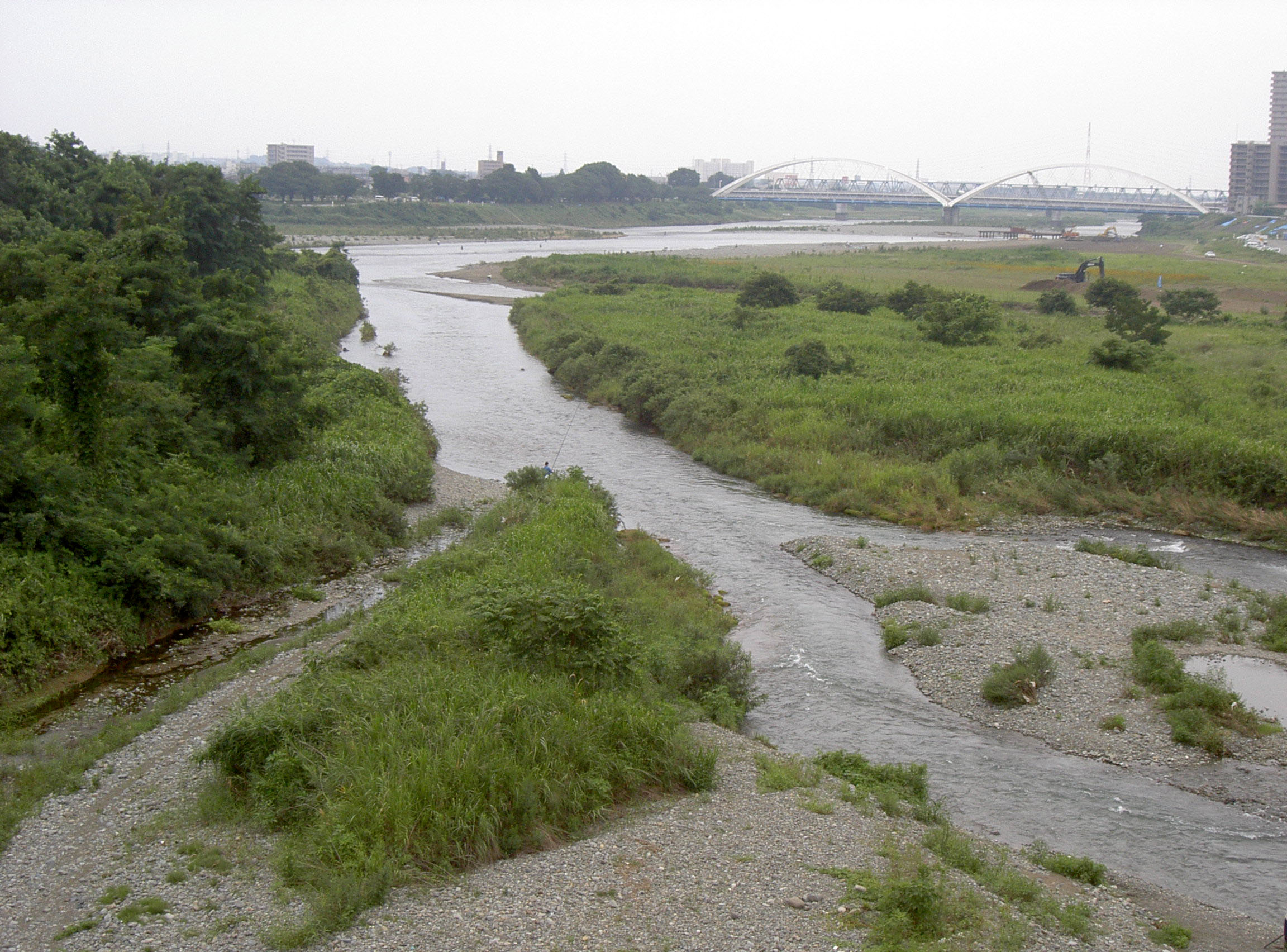
中津川（手前中）、相模川（奥）との合流点（小鮎川自体は右側の草地の中央付近を流れているが、土手の向こう側でほとんど見えない）